# غاسبار أغيلار
غاسبار أغيلار (بالإسبانية: Gaspar Aguilar)‏ هو كاتب وكاتب مسرحي وشاعر إسباني، ولد في 1561 في بلنسية في إسبانيا، وتوفي بنفس المكان في 26 يوليو 1623.